# 彭正熙
彭正熙（1980年6月10日—），香港电影剪接師，代表作有《无间道》三部曲、《窃听风云2》及《窃听风云3》、《无双》、《五個小孩的校長》、《媽媽的神奇小子》、《怒火》、《破·地獄》。曾凭借《无间道》、《無雙》以及《怒火》三度获得香港电影金像奖最佳剪接奖，并曾多次受到各电影奖项最佳剪接之提名。